# ターミナル・ヘヴンズ・ロック
「ターミナル・ヘヴンズ・ロック」（Terminal Heaven's Rock）は、日本のロックバンドthe pillowsの20枚目のシングルである。2003年9月3日発売。発売元はキングレコード

## 概要
- 後に『LOSTMAN GO TO YESTERDAY』にシングルごと収録。

## 収録曲
1. ターミナル・ヘヴンズ・ロック(4:20)
作詞：・作曲：SAWAO YAMANAKA、編曲：the pillows
2. Sick Vibration(4:23)
作詞：・作曲：SAWAO YAMANAKA、編曲：the pillows
3. OVER AMP(3:21)
作詞：SAWAO YAMANAKA & mu-mu- 作曲：SAWAO YAMANAKA、編曲：the pillows

## 収録アルバム
- オリジナル『PENALTY LIFE』
- ベスト『Once upon a time in the pillows』